# Sillavengo
Sillavengo – miejscowość i gmina we Włoszech, w regionie Piemont, w prowincji Novara.
Według danych na rok 2004 gminę zamieszkiwało 567 osób, 63 os./km².